# François Despagnet
François Despagnet, född 1857, död 1906, var en fransk jurist.
Despagnet blev professor i folkrätt i Bordeaux 1891, och var en av Frankrikes främste på området. Bland hans arbeten märks La question finlandaise au point de vue juridique (1901), Précis du droit international privé (5:e upplagan 1909), La république et le Vatican 1870-1906 (1906).